# 姫路監禁殺害事件
姫路監禁殺害事件（ひめじかんきんさつがいじけん）は、2009年（平成21年）から2011年（平成23年）にかけて、兵庫県で発生した一連の逮捕監禁・監禁致傷・監禁致死・殺人事件である。神戸地方裁判所姫路支部で行われた本事件の首謀者Xの裁判員裁判は207日に及び、裁判員裁判として最長となった。

## 概要
2011年2月、兵庫県姫路市で元暴力団組員の男性Aの遺体が発見された。その後の捜査で、Aの他に元暴力団組員B、会社社長Cらに対する逮捕監禁・監禁致傷・監禁致死・殺人の容疑でパチンコ店の実質的経営者X、U、Xのパチンコ店の従業員らが逮捕・起訴された。本事件によりA・B・Cの3名が死亡したとされるが、犠牲者の内のBとCの2名の遺体は見つかっていない。遺体が見つかっていないことをはじめとして直接証拠が乏しいことに加え、被告が大半の起訴事実を否認したため、神戸地方裁判所姫路支部で行われたXの裁判員裁判は207日に及び、裁判員裁判として最長となった。
また、主犯Xと従犯Uの公判の間で、一件の殺人に対する事実認定が分かれ（Xの公判では証拠不十分で無罪 、Uは有罪）、量刑においてもXが無期懲役、Uが死刑で確定し、主犯より従犯の方が量刑が重い判決が下された。

## 事件の経過

### 背景
1999年（平成11年）11月19日、Xの父親がゴルフの練習器具で殴打されて死亡する事件が発生し、犯人として暴力団に所属していたAが訴追され懲役5年6ヶ月の実刑判決を受け服役したが、Xは事件前に父親とトラブルがあった同暴力団のBらの関与を疑っていた。また、Aは犯行動機として、Xから暴力を振るわれたことに対する報復をしようとしてXを探したが見つからなかったためXの父を狙ったと述べ、この供述によりXは自らが原因で父が死亡したなどと家族から責められ、父の相続においても財産を得ることはなかった。父の死後、Xは兵庫県姫路市内のパチンコ店2店舗の実質的経営者となった。
2007年（平成19年）ごろ、Xは、Cが代表取締役、 Dが財務担当の取締役を務める会社と関係を持つようになったが、2009年（平成21年）1月30日、Cの会社に融資していた10億円が返済されなかった上、融資の際にCの会社が返済のための資力を偽っていたことが発覚した。激怒したXはCの会社との提携を放棄し、融資金回収に注力するため、部下らをCの会社に派遣してCやDを監視させ、回収を進めた。ところが、同年3月23日、Cらは「事件屋」を頼ってXの下から逃れたことから、XはCらの奪還と「事件屋」対策のため、旧知のUを呼び出した。

### C監禁事件
2009年4月12日から13日にかけて、XはUらに男性C（当時49歳）を東京から姫路市に連れ出させ、4月20日ごろから、姫路市内のマンションや事務所の鉄パイプで作られた檻の中に監禁した。

### D監禁事件
「事件屋」と行動を共にしていた男性D（当時33歳）は、XらによってCが監禁されたと考え、2009年6月18日発売の週刊誌に自分たちの非を隠してXがCを監禁したことをほのめかす記事を書かせた。これにXは激怒し、8月17日、Uらとともに神奈川県鎌倉市内の駐車場で Dの逮捕監禁を企図し、Dを殴打・首を締め付けるなどした上で、顔面にナイフを突きつけて「騒ぐな。殺すぞ」などと脅迫して、手錠をかけて車の後部座席に押し込み、抵抗するDにさらに暴行を加え、車を発進させて約1時間監禁した。これによりDは全治約2週間の負傷を負った。

### B監禁致死事件
2009年秋ごろ、Uの知人男性Yは、Uから、Xの指示で元暴力団組員A を拉致監禁して、Xの父が殺された真相を聞き出した後殺害し焼却するという計画を聞いたという。このとき、YはUの目的がXからの報酬にあることを聞いたという 。
2010年（平成22年）2月末ごろか3月初めごろ、YはUから前年秋ごろに聞いた拉致殺害計画のターゲットがAからAの暴力団時代の元上司の男性B（当時57歳）に変更されたことを聞いたという。Xらは、Aが2月22日に別件で懲役6ヶ月の実刑判決を受けたため、Aをターゲットにすることを中止していた。
4月13日、UとXのパチンコ店従業員ら3人は姫路市のパチンコ店駐車場で背後からBを襲い、手足を粘着テープで縛った上で、口を粘着テープで塞いで寝袋に入れ、車で兵庫県三木市の倉庫（以下「三木倉庫」）に拉致した。その過程でBは死亡したと考えられている。Yは、2010年春頃にUから、Bを拉致して倉庫に到着して寝袋を開けた時にBはすでに死亡しており、その死体をチェーンソーで解体して焼却炉で燃やしたことなどについて聞いたという。
兵庫県警は、後述するA監禁事件の通報を受けて2010年9月末に三木倉庫を管理下に置いた。その後、B、Cを被害者とする事件を捜査する過程で、2015年に倉庫内の焼却炉を改めて調査したところ、骨の成分を含む固体が18点発見され、人獣鑑別の結果、このうちの3点に関して人の骨の可能性が高く、他の動物の可能性は極めて低いとの結論が得られた。また、倉庫から採取された血痕の一部のDNA型がUとBのものと一致した。

### C殺人事件
2010年4月か5月ごろ、YはUから拳銃2丁を見せられた。６月初めごろには、YはUから2009年4月以降監禁して管理下に置いているC（当時50歳）を三木倉庫に連れて行き、拳銃を用いて殺害し、焼却炉で処分する計画を聞かされ、その手伝いを依頼されたYは了承したという。
6月9日、監禁されて以降も時折かかってきていたというCから妻への着信がこの日を境に無くなる。
6月13日ごろまで監禁されたCは、同日ごろ、目隠し、手錠をされた上に、両足を縛られてUが運転する車で連れ出された。この日の前後にCは拳銃で至近距離から撃たれて殺害されたと見られており、YもUからCを拳銃で殺害したことを聞いたという 。
Uは2010年6月中旬ごろ、Xから100万円を受け取った。

### E監禁事件
2010年7月中旬ごろ、激務に耐えかねてXのパチンコ店従業員E（当時30歳）が逃亡した。8月下旬ごろ、Eが自宅に戻ったという報告をUから受けたXは、Eがパチンコ店の違法営業に関する機密を外部に漏らしてないかを疑い、8月30日、UらとともにEを目隠しおよび両手錠をした状態で三木倉庫まで連れ出し、木材等を組み合わせて製作した箱型の小部屋にEを監禁した。9月28日、Aが同倉庫から逃亡し、間も無く付近に警察がいるものと認識したUはEを解放した。その後、XはEを再び自身のパチンコ店で雇用した。

### A監禁・殺人事件
2010年9月28日、8月25日に出所したAに対する拉致監禁・殺害計画を再び立てたXらは、車に引きずり込んでAを拉致、三木倉庫に連行して監禁し、全治10日の負傷を負わせた。Uは、Aが所属していた暴力団幹部のしのぎや関係性を聞き出すなどしていたが、Uが目を離した隙にAは倉庫から逃亡した。Aは午後3時10分ごろに近隣民家に逃げ込み、民家の住民が110番通報し、パトカーで民家に臨場した警察官にAは保護された。UはA逃走後程なくこれに気づき、同倉庫に監禁していたEを解放して一緒にAを探したが見つからず、その後かかってきた電話に「すいません。逃げられました。私の責任です。絶対に捕まえます。死んで償います」などと告げ、パトカーのサイレン音が聞こえてくると、「通報されたと思います」と告げ電話を切った。
兵庫県警は、9月29日以降、三木倉庫を管理下に置き、これによりX達は同倉庫を使えなくなった。
Xは、UらにA（当時37歳）の転居先を探させ、2011年（平成23年）2月10日、帰宅してきたAを背後から襲って自動車に無理やり乗せ、両目に粘着テープを巻き付け、両手足を結束バンドで緊縛した上で寝袋に入れて姫路市の倉庫に監禁し、翌11日午前2時半ごろまでの間にAを窒息死させた。2月10日夕方、「姫路で男性が男2人組に車で連れ去られた」と女性の声で110番通報があり、兵庫県警が男性の行方を探していたところ、翌11日午後10時20分ごろに姫路市内に路上駐車されていた保冷車の中から顔に殴られたような傷があるAの遺体が発見された。

### 逮捕
2011年4月、UがCに対する逮捕監禁容疑で逮捕された。
12月26日、A殺害事件以降逃亡していたXがDに対する恐喝の容疑で逮捕。
2014年（平成26年）11月14日、X、Uと他3人が2009年4〜9月にわたって姫路市内のマンションの一室や倉庫でCを逮捕監禁した容疑で再逮捕された。XとUが逮捕されたA殺人事件の捜査の中から、容疑が浮上した。
2015年（平成27年）6月10日、C殺害容疑でUを逮捕。Cの遺体は発見されていないが、監禁が長期に及んでおり、生存を示す情報もないことなどを理由にした逮捕となった。

### 兵庫県警の捜査に対する損害賠償訴訟
Xと男2名（逮捕監禁罪で有罪が確定）は、兵庫県警察の捜査員が、男2名に対して2011年2月から2012年1月にかけて任意捜査段階で警察署の取調室やホテルに最大4泊5日させたことや、Xに対する取り調べで「弁護士の言うことを聞いていたら最悪の結果になる」 などと言ったことについて、違法な捜査で精神的苦痛を受けたとして県と国に対して計1300万円の損害賠償を求める訴訟を起こした。2015年10月29日、神戸地方裁判所（伊良原恵吾裁判長）は県警の一部捜査の違法性を認定し、県に87万円の支払いを命じた。判決では宿泊を伴う取り調べを「実質逮捕といえる違法な身柄拘束」とし、Xの取り調べにおける発言も「被告を不必要に混乱させ、弁護士との信頼関係の形成を妨害した」と結論づけた。

## 裁判
XとUは、Cに対する逮捕監禁（2009年4月）、Dに対する逮捕監禁致傷（2009年7月）、Bに対する生命身体加害略取・逮捕監禁致死（2010年4月）、Cに対する殺害（2010年6月）、Eに対する逮捕監禁（2010年8月）、Aに対する逮捕監禁致傷（2010年9月）、Aに対する生命身体加害略取・逮捕監禁・殺人（2011年2月）で起訴された。

### Xの一審判決
2018年（平成30年）11月8日、Xの裁判員裁判で、神戸地方裁判所姫路支部（木山暢郎裁判長）は、検察の求刑死刑に対して無期懲役を言い渡した。
XはUの独断・暴走によるものとして大半の事件への関与を否認したため、争点はXとUの共謀が中心となった。XとUの共謀については、Xには各犯行に対する動機がある一方で、Uには固有の動機がないことなどからXとUの共謀関係が「強く推認される」とした。
また、検察がUがXと共謀してCを殺害したとする主張に対して判決では、「Uが被告人と共謀してCを殺害した可能性はかなりの程度考えられるものの、しかし、そこに、Uが Cを殺害したと考えなければ合理的に説明することができない（あるいは、少なくとも説明が極めて困難である）事実関係が存在するといえるかにはなお疑問が残ると言わざるを得ない。UによるCの殺害が、常識に照らして間違いないといえる程度に立証されているとはいい難い」として、Cの殺人に関してはXを無罪とした。
量刑については、Xを一連の事件の「首謀者」とし、「刑事責任は重い」「更生には期待できない」「有期懲役刑とする余地はない」とする一方で、「過去の量刑傾向において、殺人の被害者一名の事案で死刑が選択されているのは、（中略）ごくごく限られた事案であるところ、本件殺人は、計画性、執念深さ等の面では際立っているものの、その動機面については、非難されて然るべきではあるが、利益目的等の最も悪質な部類の事案とはなお一線を画している」とし、検察が求刑した死刑ではなく無期懲役を選択した理由を述べた。
被告であるXが大半の起訴事実を否認した上、検察がXらにより死亡したと主張する3人のうち2人の遺体が発見されていないことをはじめ直接証拠も乏しく、そのため述べ120人以上が証人として出廷するなどして裁判は長期化、4月16日の初公判から判決までの期間は裁判員裁判としては最長の207日に及んだ。4月から8月まで週4回、計70回の公判が行われ、公判回数も過去最多となった。裁判前、神戸地裁姫路支部は審理が長期に渡るため辞退者が通常より多くなると予測し、裁判員と補充裁判員各6人を選任する際に通常の数倍にあたる521人に呼び出し状を出したが、うち420人は「仕事がある」などとして裁判員を辞退した。 選任された6人の裁判員も本人の申し出により3人が交代した。Xの弁護人の高野隆は「こんなに長い裁判のため、日常生活や家族、仕事を犠牲にして参加していただいた裁判員に敬意を払う」と語り、「もっと柔軟に審理予定を組むことができたのではないか」と長期化した審理日程に疑問を口にした。

### Uの一審判決
2019年（平成31年）3月15日、Uの裁判員裁判の判決で、神戸地裁姫路支部（藤原美弥子裁判長）は「犯行は悪質で、刑事責任は極めて重大」として検察の求刑通り死刑を言い渡した。事件の「首謀者」であるXの裁判員裁判では無罪とされたCへの殺害罪も有罪とされたことで、共犯関係にある両被告の裁判員裁判で事実認定の判断が分かれ、「共犯」であるとされたUの方が量刑が重くなる結果となった。この日の判決では、Uから犯行の経緯を打ち明けられたとするYの証言や状況を踏まえ、Cを含む3人全員の殺害・死亡についてXの関与を認定し、被害者らとの間に怨恨や金銭トラブルを抱えたXが主導し、UがXからの報酬目当てに犯行を実行したと判断した。判決ではUに対して「3人の命を奪った結果は重大。首謀者が他にいることをもって死刑を回避する理由にはならない」とした。実審理期間は166日に及び、最長の裁判員裁判だったXの裁判に次ぐ過去2番目の長さとなった 。弁護側は即日控訴した。

### Xの控訴審判決
2021年（令和3年）1月28日、Xの控訴審判決で大阪高等裁判所（和田真裁判長）は1審判決を支持して、死刑を求めた検察側、無罪を求めた弁護側双方の控訴を棄却した 。
検察は、UがXの指示によりCを殺害したとして、C殺害に関して無罪とした一審判決を事実誤認であると主張した。Uの公判では、UからCを殺害したと聞いたというYの証言がC殺害の証拠として採用されたが、Xの公判では伝聞証拠禁止の原則により証拠採用されなかった。このため、Xの公判ではUの公判とは異なり、C殺害に関する直接証拠（Yの証言）はなく、判決は「原判決が、証拠上認められる事実(その認定に誤りは認められない。)に基づいて、UがCを殺害したと考えなければ合理的な説明が不可能又は極めて困難な事実関係の有無を検討した上、本件ではそのような事実関係を認めるに足りないと判断して、被告人を無罪としたことに、誤りはなく、また、その理由の説示にも、（中略）論理則・経験則違反があるとは言えず、原判決には事実誤認はない」とし、検察の主張を退けた。
また、検察は主犯であるXと従犯であるUの量刑の不均衡も主張したが、「確かに、Uは被告人の指示により一連の犯行を実行した者で、個々の事案における刑責を見る限り、被告人の方が重いことはそのとおりである。しかし、UはC第2事件でも有罪となり、殺人2件で処断されたことがうかがえ、証拠関係の違いから殺人1件で処断される被告人とは、その基礎とされる量刑事情が全く異なるため、刑の不均衡があるとはいえない」と退けた。

### Uの控訴審判決
2021年5月19日、Uの控訴審判決で大阪高等裁判所（宮崎英一裁判長）は一審の裁判員裁判判決を支持し、弁護側の控訴を棄却した。
判決では、一審でUが有罪とされた一方で、Xの公判では無罪とされた、Cに対する殺人について、一審を全面的に追認してUを有罪とした。
主犯であるXより従犯であるUの方が量刑が重いことに関して、同判決は「UとXは別々に起訴され、それぞれ別の裁判所に係属して審理が行われ、別個の判決の言渡しを受けたものであり、それぞれの判決において証拠関係や認定された犯罪事実、量刑事情が異なっている」ことを前提とし、Xに対する判決においてはCに対する殺人の事実が認定されておらず、量刑の前提となる犯罪事実そのものがUとXとでは大きく異なるため、Uの量刑がXに対するものよりも重いからといって、「原判決の量刑が罪刑均衡に反するとはいえない」とした。

### Xの最高裁判決
2022年（令和4年）10月12日、Xの上告審裁判で、最高裁判所第2小法廷（岡村和美裁判長）は、一審、二審判決を支持してXの上告を棄却した。Xは逮捕以来ほぼ全ての事件について関与を否定していたが、無期懲役が確定することとなった。

### Uの最高裁判決
2023年（令和5年）7月3日、Uの上告審判決で、最高裁判所第2小法廷（尾島明裁判長）は死刑とした一審・二審判決を支持し、弁護側の上告を棄却した。弁護側は「指示された立場なのに、男より重い死刑は不当」などと主張し、検察側は「従属的立場にあったものの自らの意思で関与し、実行犯の中で重要な役割を果たした」として、上告棄却を求めていた 。判決では1、2審の事実認定を追認した上で、「本件各犯行の首謀者はXであることなど被告人のために酌むべき事情を十分に考慮しても、原判決が維持した第1審判決の死刑の科刑は、やむを得ないものとして、当裁判所もこれを是認せざるを得ない」とした。三浦守裁判官は審理から外れ、残る裁判官3人全員一致の意見。